# Углич (малый ракетный корабль)
«Углич» — малый ракетный корабль проекта 21631 «Буян-М», является первым серийным кораблём проекта.

## История строительства
В тендере на строительство кораблей проекта 21631 участвовало девять судостроительных предприятий. Тендер был выигран Зеленодольским ССЗ 17 мая 2010 года, а уже 28 мая был подписан контракт на строительство кораблей данной серии.
Корабль «Углич» был заложен 22 июля 2011 год и стал первым серийным кораблём этого проекта.
Корабль поименован в честь Углича — город в России, административный центр Угличского района Ярославской области, в XIII—XVI веках центр Углицкого княжества. Город расположен на реке Волге (Угличское водохранилище) в 200 км к север-северо-востоку от Москвы и в 92 км к западу от Ярославля. Туристический центр на «Золотом кольце».
Корабль был спущен на воду 10 апреля 2013 года.
С 5 по 8 мая 2014 года МРК «Град Свияжск» и «Углич», наряду с другими кораблями флотилии, участвуют в двустороннем зачётном тактическом учении в Каспийском море.
Поднятие флага осуществлено 27 июля 2014 года.

## Служба

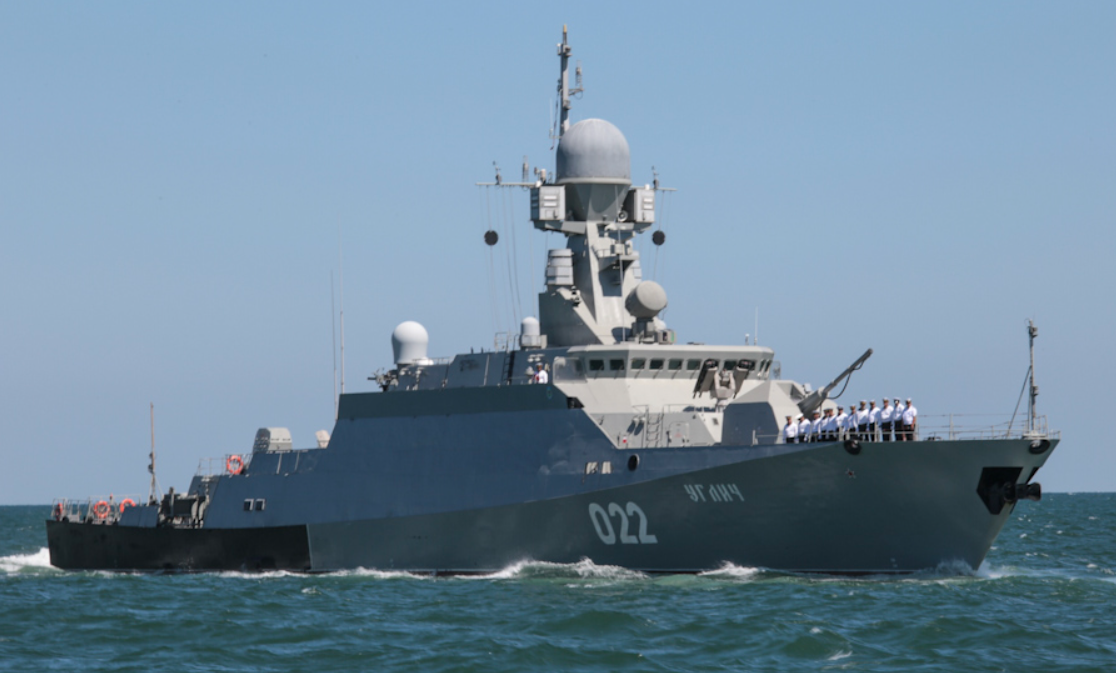
МРК Углич в 2015 году

В 2014 году МРК «Углич» и однотипный «Град Свияжск» совместно с недавно вступившей в строй ЗГ РЛС «Подсолнух» провели учения по обнаружению надводных и воздушных целей с последующей выдачей целеуказаний на применение ракетного и артиллерийского оружия.
7 октября и 20 ноября 2015 года во время военной операции России в Сирии МРК «Углич» в составе группы из четырёх кораблей Каспийской флотилии нанёс удары крылатыми ракетами «Калибр» из назначенного района акватории Каспийского моря по объектам инфраструктуры Исламского государства.
В конце марта — начале апреля 2016 года, в ходе учений в сложных погодных условиях, выполнил артиллерийские стрельбы по морским, воздушным целям и, маневрируя, отразил атаку условного противника. Кроме того, экипаж корабля отработал работу с комплексом помех ближнего рубежа, с его помощью установив радиоэлектронную завесу и уклонился от атаки с воздуха.
В конце апреля 2016 года, находясь в составе 28 боевых кораблей, катеров и судов обеспечения Каспийской флотилии, таких как ракетный корабль «Дагестан», малые ракетные корабли «Град Свияжск», «Великий Устюг», малые артиллерийские корабли «Волгодонск» и «Махачкала», выполнял учебно-боевые задачи. В рамках учений был задействован комплекс ракетных и артиллерийских стрельб по морским, береговым и воздушным целям. Также был применен ракетный комплекс «Калибр-НК» и артиллерийские установки А-190 и «Дуэт».
C 4 по 8 июля 2016 года, в составе более 20 кораблей и судов обеспечения Каспийской флотилии, принял участие в учениях, в ходе которых выполнил электронные ракетные пуски (без фактических стартов ракет) из комплекса «Калибр-НК».
3 августа 2016 года принял участие в международном конкурсе «Кубок моря—2016» с выполнением артиллерийских стрельб бортовыми комплексами по воздушным и морским целям на полигонах Каспийского моря. Экипаж корабля стал победителем конкурса «Кубок моря-2016» в рамках проведения АрМИ-2016.
В сентябре 2016 года в ходе проведения стратегических командно-штабных учений «Кавказ-2016» при помощи ракетного комплекса «Калибр-НК» успешно поразил корабельный щит-мишень, находившийся на расстоянии более 120 километров, который имитировал корабль условного противника.
15 сентября 2016 года, находясь в составе около 20 боевых кораблей, катеров и судов обеспечения Каспийской флотилии, принимал участие в совместных учениях по противовоздушной обороне с отражением ударов условного противника во взаимодействии с центрами управления корабельных соединений и корабельными расчетами.
16 декабря 2016 года в составе группы Каспийской флотилии провел совместные учения по обнаружению надводных и воздушных целей, в которых была задействована загоризонтная радиолокационная станция «Подсолнух» с получением целеуказания на применение ракетного и артиллерийского вооружения.
9 марта 2017 года, действуя в составе группы однотипных МРК «Град Свияжск» и «Великий Устюг», обеспечил встречу отряда боевых кораблей ВМС Исламской Республики Иран (эсминец «Дамаванд» и ракетный катер «Дерафш»), прибывших в Махачкалу с неофициальным визитом.
25 апреля 2017 года в составе группы корабли Каспийской флотилии России вышел в море в рамках внезапной проверки боевой готовности.
В мае 2017 года, действуя в составе отряда судов обеспечения, участвовал в морском походе с отработкой задач по обеспечению безопасности в центральной и южной частях Каспийского моря. Отряд кораблей находился в море 30 суток, за время которых прошел около 3 тысяч морских миль (5 тысяч км). Экипажи провели около 100 различных корабельных учений, отработали взаимодействие во время совместного маневрирования, применяя различные способы передвижения и построения.
13 июля 2017 года, действуя в составе группы однотипных МРК «Град Свияжск» и «Великий Устюг», провел учебные ракетные и артиллерийские стрельбы по морским, береговым и воздушным целям, а также электронные пуски из ракетного комплекса «Калибр-НК».
16 августа 2017 года корабль принимал участие в учениях ПВО Каспийской флотилии.
9 октября 2017 года в составе группы кораблей принимал участие в плановых учениях с комплексом ракетных и артиллерийских стрельб по морским, береговым и воздушным целям, завершающих боевую подготовку корабельных соединений Каспийской флотилии в летнем периоде обучения 2017 года.

## Командиры
- Капитан 2 ранга Михаил Степанов[24].